# Уэтзел, Херберт Хайс
Хе́рберт Хайс Уэ́тзел (англ. Herbert Hice Whetzel; 1877 — 1944) — американский миколог.

## Биография
Херберт Хайс Уэтзел родился 5 сентября 1877 года в районе города Авилла в округе Нобл на северо-востоке Индианы в семье Джозефа Конрада Уэтзела и Гертруды Эклз Уэтзел. В 1895 году он окончил среднюю школу города Авилла, затем в течение двух лет преподавал в различных школах Индианы. В 1897 году Уэтзел поступил в Колледж Уобаш в Крофордсвилле. В 1902 году получил степень бакалавра искусств.
В мае 1904 года Уэтзел вернулся в Авиллу и женился на Люси Э. Бейкер. В 1906 году Колледж Уобаш присвоил Уэтзелу степень почётного магистра наук. В июне 1912 Люси Бейкер умерла, через два года Уэтзел женился на одной из её сестёр, Берте Бейкер. В 1926 году он получил степень почётного доктора наук в Университете Пуэрто-Рико. 25 декабря 1939 года умерла Берта.
Уэтзел скончался 30 ноября 1944 года в городе Итака штата Нью-Йорк.

## Роды и виды грибов, названные в честь Х. Х. Уэтзела
- Whetzelia Chardón & Toro, 1934
- Whetzelia Zundel, 1945 (=Ustacystis)
- Whetzelinia Korf & Dumont, 1972
- Whetzeliomyces Viégas, 1945 (=Anhellia)
- Cercospora whetzelii Chupp, 1931 (=Passalora guanicensis)
- Lambertella whetzelii S.K.Gautam, C.M.Das, D.C.Pant & V.P.Tewari, 1982
- Meliola whetzelii Hansf., 1957
- Morenoella whetzelii Toro, 1925
- Phyllachora whetzelii Chardón, 1921
- Ravenelia whetzelii Arthur, 1917 (=Uredo excipulata)
- Sclerotinia whetzelii Seaver, 1940
- Taphrina whetzelii Mix, 1957